# 天地劫系列
《天地劫系列》为漢堂國際資訊制作的武侠游戏系列。

## 作品介紹
天外劍聖錄
回合制电子角色扮演游戏，1993年7月31日发行。漢堂的第一款RPG武俠神怪作品。蜀山劍派是劍聖在臨死前將劍法秘笈傳予一位樵夫其後創立的，但之後不敵妖魔而被滅門，而主角楊承武便是蜀山劍派僅存的一人。不屬於天地劫系列，與系列有關的角色也只有神魔至尊傳中的燕明容長大版。
天地劫：神魔至尊傳
1999年9月15日在在台灣发行。《天地劫》系列的首作，回合制戰棋，主角殷劍平，因故而被師父應奉仁逐出師門，離開從小長大的忘劍峰，展開一段關於自己身世的奇幻旅途。 于2006年在中国大陆再版。
天地劫序傳：幽城幻劍錄
2001年11月18日發行，天地劫序章，半回合制RPG。本作以《天地劫：神魔至尊傳》的人氣隱藏角色夏侯儀為主角，講述他為何變成神魔至尊傳中憤世嫉俗模樣的故事，也補足了神魔至尊傳女主角封寒月雙親的過往。是天地劫系列最受好評的作品，曾獲2001年GAMESTAR「最佳劇情」、「最佳動畫」兩項大獎。于2001、2003和2006年再版。
天地劫外章：寰神結
2002年12月10日在台湾发行。天地劫外傳，半回合制RPG，主角名殷千煬，為《天地劫：神魔至尊傳》主角殷劍平的親生父親。故事闡述了殷千煬為何從正氣凜然的正派人士轉變為劍邪的沉重過往，也將神魔至尊傳中各派門之間的關係做了更完整的補充。
天地劫：幽城再临
天地劫系列在移动平台的正版续作，由紫龙游戏旗下BlackJack工作室研发。核心玩法沿用了《天地劫：神魔至尊傳》的战棋模式，劇情故事設定在《神魔至尊傳》劇情壹佰贰拾年後。

## 故事時序
三部作品是以倒敘的方式講述整個系列。
起先是《寰神結》，以殷千煬為主角，講述的是劍邪未入魔的前半生，與背負神秘使命的九黎統治者「幽姬」朧夜相遇的故事。
其後約兩年，《幽城幻劍錄》其故事發生於西域，以羅睺祭使盈魂轉生的夏侯儀為主角，而等待他的劍使冰璃為女主角，兩人淒絕的宿命。
《幽城幻劍錄》的故事結束約十七年後才是《神魔至尊傳》，以殷千煬的兒子為主角，而女主角則是《幽城幻劍錄》中，羅喉祭使荒魂轉世的皇甫申與女配角封鈴笙之女封寒月，與《寰神結》相隔據說有二十四年。
遊戲發行時序：1993年 天外劍聖錄⇒1999年 神魔至尊傳⇒2001年 幽城幻劍錄⇒2002年 寰神結
遊戲故事時序：寰神結⇒兩年⇒幽城幻劍錄⇒十七年⇒神魔至尊傳⇒不明⇒天外劍聖錄

## 外部連結
- 紫蘇的軌跡--》〉秘聞 〉幽城幻劍錄 （页面存档备份，存于）